# Amtsgericht Hayingen

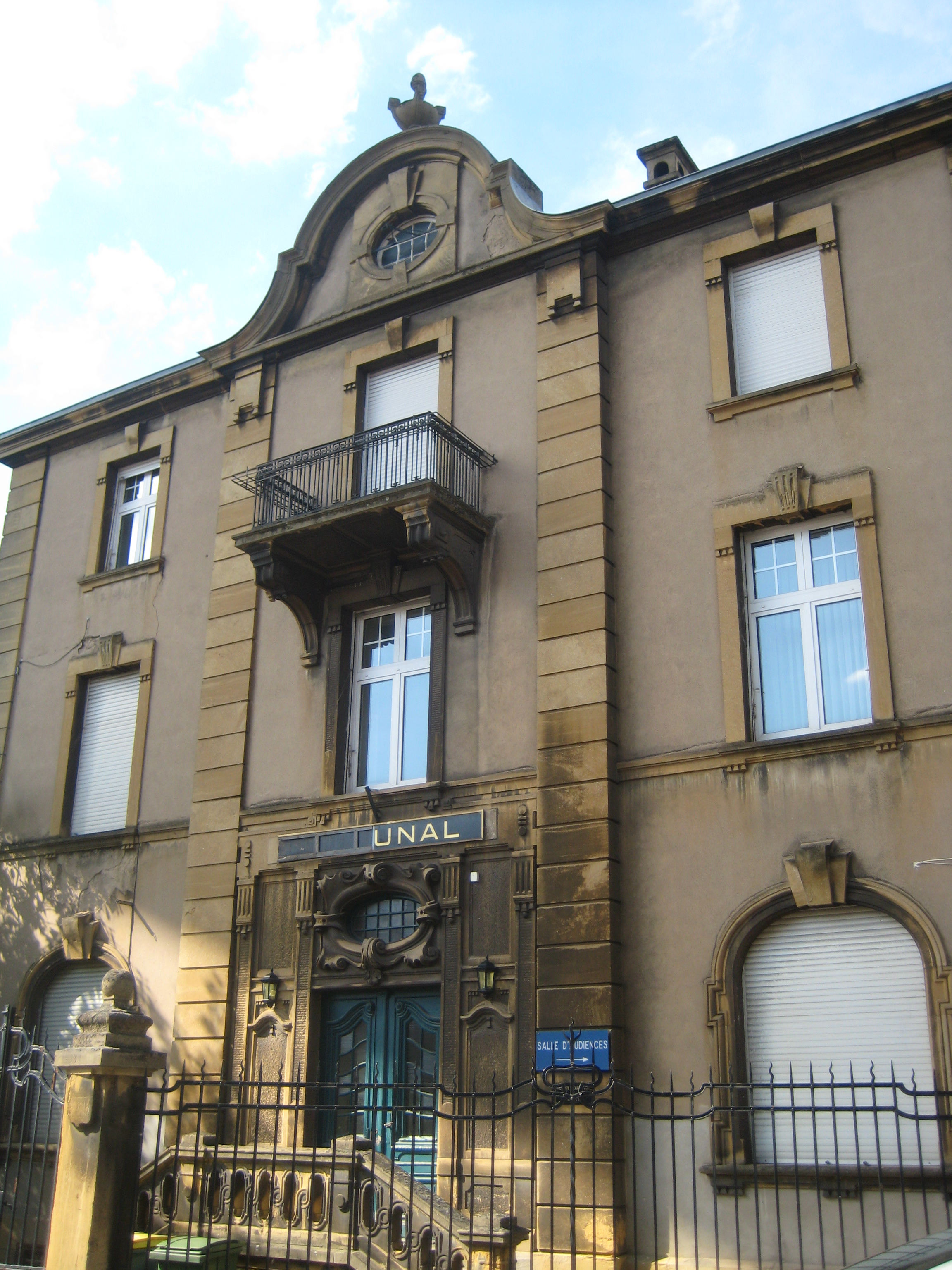
Gerichtsgebäude

Das Amtsgericht Hayingen war ein deutsches Amtsgericht mit Sitz in Hayingen in den Jahren 1895 bis 1918.

## Geschichte
Im Rahmen der Reichsjustizgesetze wurden 1879 die Friedensgerichte im Reichsland Elsass-Lothringen aufgehoben und Amtsgerichte gebildet. Ein Amtsgericht Hayingen entstand dabei nicht.
Mit Verordnung des Reichsstatthalters vom 23. Mai 1895 wurde das Amtsgericht Hayingen zum 1. Juli 1895 gebildet. Diesem wurden die Gemeinden Algringen, Ersingen, Fameck, Fentsch, Hayingen, Kneuttingen, Lommeringen, Marspich, Neunhäuser, Nilvingen, Rangwall und Schremingen aus dem Gerichtsbezirk des Amtsgericht Diedenhofen zugewiesen. Das Amtsgericht Hayingen war dem Landgericht Metz nachgeordnet.
Nach der Abtretung Elsass-Lothringens an Frankreich nach dem Ersten Weltkrieg wurde das Amtsgericht Hayingen als „Tribunal cantonal Hayange“ weitergeführt. Im Zweiten Weltkrieg wurde 1940 von der deutschen Besatzungsmacht die vorgefundene Gerichtsstruktur unter Verwendung deutscher Ortsnamen und Behördenbezeichnungen, hier als Amtsgericht Hayingen, fortgeführt. Dieses war nun jedoch dem neu gebildeten Landgericht Diedenhofen nachgeordnet.